# Letty Kosterman
Aletta (Letty) Kosterman (Utrecht, 17 maart 1935 –  Bilthoven, 5 februari 2017) was een Nederlands presentatrice en schrijfster.

## Biografie
Kosterman groeide op in een onderwijzersgezin als oudste van vijf kinderen. Zij behaalde het diploma HBS-B en volgde daarna de opleiding tot onderwijzer aan de kweekschool. Hierna werkte ze vier jaar als onderwijzer.

### Carrière
Kosterman won in 1958 de AVRO-competitie d'Oprechte Amateur (voor een declamatie) en trad in dienst van deze omroep waar ze presentator werd van het televisieprogramma Nieuwe oogst in 1960. In 1962 ging Kosterman voor de VARA werken waar ze tot het eind van haar loopbaan diverse programma's voor zou presenteren op zowel radio als televisie. In 1965 werd ze als presentator de opvolger van Bert Garthoff van het televisieprogramma Dit is uw leven. In die periode presenteerde zij ook vijftien jaar lang het populaire radioprogramma Z.O. 135 elke zaterdagochtend samen met Joop Söhne en Herman Stok. Andere radioprogramma's die ze presenteerde waren  Voor wie niet kijken wil, En dat op maandagmorgen en De speeldoos. Ook was ze samen met Wim Bosboom en Gerrit Eerenberg presentator van het consumentenprogramma Koning Klant. Daarna presenteerde zij de programma's Hallo Hier Hilversum, De Rode Draad, Wie in het Nederlands wil zingen en Vroege Vogels (1978).
In 1982 ging Kosterman samen met Ivo de Wijs het programma Vroege Vogels presenteren als opvolger van Wim Hoogendoorn. Bij haar afscheid van dat programma in 1993 kreeg ze een Gouden Lepelaar overhandigd van de Vogelbescherming. Ze werd opgevolgd door Inge Diepman.
Ze schreef ook samen met Jules de Corte enkele liedjes van Kinderen voor Kinderen, waaronder Miepie, Goochelaar en Mijn Boom. In 1993 stopte zij bij de VARA.

### Overlijden
Kosterman overleed op zondag 5 februari 2017 in een verzorgingshuis te Bilthoven. Ze werd 81 jaar.

## Boeken
- Het konijn Isedoe en andere verhalen, Amsterdam, 1960
- Tumtum voor grote mensen, Amsterdam, 1960
- Vroege Vogels Verzen, Amsterdam, 1987, samen met Ivo de Wijs, in 1988 verscheen de zesde druk
- Ver van huis, Amsterdam, 1991

## Privé
Kosterman was getrouwd met de journalist Paul Klare, die in 2012 overleed.